# Sainville
Sainville település Franciaországban, Eure-et-Loir megyében. Lakosainak száma 1037 fő (2022. január 1.). Sainville Vierville, Allainville, Paray-Douaville és Saint-Escobille községekkel határos.

## Népesség
A település népessége az elmúlt években az alábbi módon változott:
| Lakosok száma | 584  | 627  | 895  | 942  | 1006 | 1013 | 1012 | 1024 | 1021 | 1037 |
|               | 1968 | 1982 | 1990 | 2006 | 2013 | 2015 | 2017 | 2019 | 2020 | 2022 |